# Thủy tĩnh học
Thủy tĩnh học là một ngành học của thủy lực chuyên nghiên cứu về chất lỏng trong trạng thái tĩnh (mọi điểm trong chất lỏng đều đứng yên). 
Một số trường hợp ngoại lệ có xét đến chất lỏng tĩnh đặt trên một hệ quy chiếu chuyển động thẳng có gia tốc hay chuyển động tròn đều.
Lực tác dụng cơ bản lên khối chất lỏng trong trường hợp này là trọng lực. Các thuộc tính khác như sức căng mặt ngoài, tính nhớt của chất lỏng thường ít được xét đến hơn.
Các bài toán trong thủy tĩnh học bao gồm:
- áp suất trong lòng chất lỏng
- áp lực lên một bề mặt đặt trong chất lỏng
- lực Ác-si-mét
- phương trình mặt thoáng và mặt đẳng áp
- sự nổi ổn định của vật trong chất lỏng